# Championnat d'Islande de football 1921
Navigation
Saison précédente Saison suivante
La saison 1920 du championnat d'Islande de football était la 10e édition de la première division islandaise.
3 clubs participent au championnat. C'est le club de Fram Reykjavik qui remporte le championnat, c'est le 7e titre de champion d'Islande de leur histoire.

## Les 3 clubs participants
- KR Reykjavik
- Fram Reykjavik
- Vikingur Reykjavik

## Compétition

### Classement
Le barème de points servant à établir le classement se décompose ainsi :
- Victoire : 2 points
- Match nul : 1 point
- Défaite : 0 point

| Rang | Équipe               | Pts | J | G | N | P | Bp | Bc | Diff |
| ---- | -------------------- | --- | - | - | - | - | -- | -- | ---- |
| 1    | Fram Reykjavik       | 4   | 2 | 2 | 0 | 0 | 10 | 1  | +9   |
| 2    | Vikingur Reykjavik T | 2   | 2 | 1 | 0 | 1 | 3  | 6  | -3   |
| 3    | KR Reykjavik         | 0   | 2 | 0 | 0 | 2 | 3  | 9  | -6   |

|  | Champion d'Islande 1921 |

### Matchs
Tous les matchs ont eu lieu au stade de Melavöllur à Reykjavik.
| Résultats (▼dom., ►ext.)                                   | Fra | Vik | KR  |
| Fram Reykjavik                                             |     | 4-0 | 6-1 |
| Vikingur Reykjavik                                         |     |     | 3-2 |
| KR Reykjavik                                               |     |     |     |
| - Victoire à domicile - Match nul - Victoire à l'extérieur |     |     |     |

## Bilan de la saison
| Tableau d'Honneur                 |                |
| Compétition                       | Vainqueur      |
| Championnat d'Islande de football | Fram Reykjavik |